# Tong'an
För andra betydelser, se Tong'an (olika betydelser).
Tong'an är ett stadsdistrikt i Xiamens subprovinsiella stad i provinsen Fujian i sydöstra Kina. Det ligger omkring 190 kilometer sydväst om provinshuvudstaden Fuzhou.

## Historia
Tong'an blev ett härad år 282 under Jindynastin, men förlorade denna ställning kort därefter. Orten återfick sin status som härad under Min-riket under De fem dynastierna och De tio rikena. Under Qingdynastin (1644-1912) sorterade Tong'an under prefekturen Quanzhou (泉州府).
Fram till 1914 administrerade Tong'an härad staden Xiamen, ön Kinmen och norra delen av Longhai. I maj 1997 förlorade Tong'an sin ställning som härad och blev ett stadsdistrikt i Xiamen.

## Administrativ indelning
Tong'an är indelat i två stadsdelsdistrikt och sex köpingar.
Stadsdelsdistrikt (jiedao):

- Datong (大同街道)
- Xiangping (祥平街道)

Köpingar (zhen):

- Hongtang (洪塘镇)
- Lianhua (莲花镇)
- Tingxi (汀溪镇)
- Wuxian (五显镇)
- Xike (西柯镇)
- Xinmin (新民镇)